# Theasca homonimica
Theasca homonimica är en insektsart som beskrevs av Irena Dworakowska 1972. Theasca homonimica ingår i släktet Theasca och familjen dvärgstritar. Inga underarter finns listade i Catalogue of Life.